# Chirembia baringoa
Chirembia baringoa är en insektsart som beskrevs av Ross 2006. Chirembia baringoa ingår i släktet Chirembia och familjen Embiidae. Inga underarter finns listade i Catalogue of Life.